# جلال فقيرة
جلال ابراهيم عبدالله فقيرة (و. 26 مايو 1967- ) أكاديمي وسياسي ودبلوماسي يمني. عُين سفيرا للجمهورية اليمنية لدى الأردن في 3 أبريل 2023.

## المؤهلات العلمية
- دكتوراه في العلوم السياسية، جامعة بغداد، ابريل 1999[2]

- ماجستير في العلوم سياسية، جامعة بغداد، ديسمبر 1994

- بكالوريوس علوم سياسية، كلية التجارة والاقتصاد، جامعة صنعاء، مايو 1988

## المناصب التي تولاها
جلال أستاذ في قسم العلوم السياسية بجامعة صنعاء، وعضو مجلس إدارة البنك المركزي اليمني. تولى العديد من المناصب الحكومية من بينها وزير الزراعة والري وأمين عام مجلس الوزراء ووكيل وزارة التربية والتعليم.